# Petropavlivský rajón
Petropavlivský rajón (ukrajinsky Петропавлівський район) byl rajón v Dněpropetrovské oblasti na Ukrajině. Hlavním městem byla Petropavlivka a rajón měl přibližně 26 tisíc obyvatel. 

## Sídla v rajónu
- Petropavlivka
- Zaliznyčne